# Chengdu
Chengdu (en chino tradicional y simplificado, 成都; pinyin, Chéngdūⓘ; en sichuanés, [tsʰən˨˩tu˥]) es la capital de la provincia de Sichuan, situada al sudoeste de la República Popular China. Tiene una población de unos 20 millones de habitantes en un área de 12 300 km². La ciudad alberga la Reserva Natural Nacional Wolong.

## Toponimia
El nombre Chengdu está registrado en fuentes que se remontan al período de los Reinos Combatientes. Ha sido llamada la única ciudad importante en China que ha permanecido en una ubicación sin cambios de nombre durante las tres épocas; imperial, republicana y comunista, aunque también tenía otros nombres, por ejemplo, fue brevemente conocida como Xijing 西京 (la capital del oeste) en el siglo XVII. 
La etimología del nombre no está clara. La explicación más antigua y más conocida, aunque generalmente no aceptada por los estudiosos modernos, proviene del libro Geografía universal Taiping  (太平寰宇记), un tratado geográfico del siglo X, escrito durante la dinastía Song del Norte. Este tratado indica que después de la aprobación del rey para un asentamiento, este necesita 1 año para convertirse en un pueblo, 2 para pasar a una ciudad y tres para ser una metrópoli.  Los sinogramas de la ciudad son Cheng 成 (lograr, alcanzar, convertirse) y Du 都 (capital, gran ciudad, metrópoli).
Algunas personas piensan que Chengdu es una transliteración de los antiguos nombres de lugares Shu. Hay un dicho que dice que "Guangdu, Xindu y Chengdu" (“广都, 新都, 成都”) se conocen colectivamente como "las tres capitales de la antigua Shu". Hoy en día, hay muchas reliquias culturales de la antigua Shu en la ciudad. 
Los que apoyan que Chengdu es una voz del idioma shu y no una palabra del chino mandarín, sostienen que entonces cheng es montañés (de montaña) mientras Du significa región o lugar, lo que traduciría a "lugar con montañas".
Según Étienne de la Vaissière, «Baghshūr» puede ser el nombre sogdiano de la región de Chengdu. Baghshūr significa «estanque de agua salada» y este topónimo está atestiguado cerca de Merv (Gran Jorasán, actualmente Turkmenistán). Pero no muy lejos de Chengdu se encuentran los grandes pozos de agua salada de la cuenca de Yangtsé. La identificación de Baghshūr con Chengdu no es inverosímil y, la información podría ser sogdiana, como ocurre a menudo en los datos proporcionados por Abū ʿAbdallāh Muḥammad ibn Aḥmad Jayhānī.

### Apodos
- La Ciudad de los Brocados: durante la dinastía Han oriental los brocados procedentes de Chengdu adquirieron gran popularidad entre la realeza y la elite china. El emperador instaló un Jin-Guan, un oficial a cargo de la producción de los brocados, para controlar la producción de Chengdu. Desde entonces, Chengdu es conocida como "Jin-Guan Cheng" (ciudad del oficial de los brocados) o en su forma más corta "Jin Cheng", ciudad de los brocados (véase también «Brocado sichuanés»).
- La Ciudad de los Hibiscus: en el período de las Cinco Dinastías, Menchang, del reino de Shu, ordenó plantar hibiscus en la muralla que rodeaba la ciudad. A partir de ese momento, Chengdu comenzó a ser conocida como la ciudad de los hibiscus. En la actualidad la flor de la ciudad sigue siendo la del hibiscus.
- La Ciudad Tortuga: según una antigua leyenda, cuando Chengdu fue construida en el año 310, el principal arquitecto Zhang Yi siguió las rayas de una tortuga para decidir las fronteras de la ciudad. Esto coincide con el hecho de que el mapa de la ciudad tiene forma de tortuga.

## Historia

Mapa de los viajes de Marco Polo, donde aparece a la derecha Chengdu

Los primeros habitantes se establecieron en la zona de Chengdu durante la Edad de Bronce, hace más de cuatro mil años. A principios del siglo IV a. C., el rey de los shu trasladó su capital hasta la ciudad situada en el enclave de la actual Chengdu. Se inspiró en la antigua historia del rey Tai de Zhou que también trasladó su capital. El rey shu llamó a la nueva capital "Cheng Du", que significa convertirse en capital.
Tras la derrota de los shu por la dinastía Qin en el 316 a. C., el general Zhang Yi fundó una nueva ciudad que significó el inicio del Chengdu contemporáneo. Durante la dinastía Han, la ciudad fue renombrada como Yi Zhou.
Durante la dinastía Tang, los poetas Li Bai y Du Fu pasaron parte de sus vidas en la ciudad. Du Fu construyó su famosa "cabaña" entre el 759 y el 762. La cabaña que se puede visitar en la actualidad fue construida en el 1078 en memoria del poeta.
En Chengdu se utilizó por primera  vez en la historia el papel moneda. Fue durante la dinastía Song del Norte, alrededor del año 960.
Chengdu fue la última ciudad de China continental que estuvo ocupada por el Kuomintang. Chiang Kai-shek, su hijo Chiang Ching-kuo y el gobierno nacionalista huyen, en avión, el 7 de diciembre a Taipéi. Tres días después el Ejército Popular de Liberación la asedia, cayendo el 27 de diciembre de 1949.

### Shaocheng
Shaocheng (Ciudad Pequeña), también conocida como la Ciudad de Manchú, fue construida cerca de una fortaleza. Fue una "ciudad dentro de una ciudad" establecida por la corte imperial de la dinastía Qing para los soldados manchúes y sus familias en 1718. El parque del Pueblo, una vez conocida como el parque de Shaocheng  se utilizó como almacén militar para los soldados Qing.
Fue demolida en 1911 después de la revolución de Xinhai, que terminó con miles de años de feudalismo chino. En la actualidad, solo unos pocos restos de la ciudad original se puede encontrar en los callejones de Chengdu.

## Geografía
La vasta llanura de Chengdu en la que se encuentra la ciudad tiene una altitud que va desde 450 a 720 m s. n. m.
El noroeste de Chengdu está rodeada por las montaña de Longmen la cual es alta y escarpada, y al oeste por las montañas Qionglai, la elevación de los cuales supera los 3000 metros que incluye el pico Miao Jiling (5364 m) Y las montañas Xiling (5164 m). La zona montañosa del oeste es también el hogar de un gran bosque con abundantes recursos biológicos y  hábitat para vida silvestre. Desde tiempos antiguos, Chengdu ha sido conocida como la "tierra abundante" debido a su suelo fértil, clima favorable y novedoso sistema de irrigación.
Chengdu se encuentra en el borde occidental de la cuenca de Sichuan y yace en la llanura de Chengdu, terreno dominado por llanura. Al este se encuentra la cordillera de Longquan y las colinas de Penzhong que se elevan a 5364 m s. n. m. en el condado de Dayi. El punto más bajo en Chengdu es de 378 m s. n. m., que se encuentra en el sureste del condado.

## Administración
Desde junio de 2020, la subprovincia de Chengdu, se divide en 19 localidades que se administran en 9 distritos urbanos, 4 ciudades-satélites y 6 condados.
| Mapa | Mapa               | Mapa            | Mapa             | Mapa       | Mapa            | Mapa |
| --- | ------------------ | --------------- | ---------------- | ---------- | --------------- | ---- |
| 1 2 3 4 5 Longquanyi Qingbaijiang Xindu Wenjiang Jintang Shuangliu Pi Dayi Pujiang Xinjin Dujiangyan Pengzhou Qionglai Chongzhou Jianyang 1. Jinjiang 2. Qingyang 3. Jinniu 4. Wuhou 5. Chenghua |                    |                 |                  |            |                 |      |
| Nombre | Chino simplificado | Pinyin          | Población (2010) | Área (km²) | Densidad (/km²) |      |
| Zona céntrica |                    |                 |                  |            |                 |      |
| Distrito de Qingyang | 青羊区             | Qīngyáng Qū     | 828 140          | 66         | 12 548          |      |
| Distrito Jinjiang | 锦江区             | Jǐnjiāng Qū     | 690 422          | 61         | 11 318          |      |
| Distrito Jinniu | 金牛区             | Jīnniú Qū       | 1 200 776        | 108        | 11 118          |      |
| Distrito Wuhou | 武侯区             | Wǔhóu Qū        | 1 083 806        | 77         | 14 075          |      |
| Distrito de Chenghua | 成华区             | Chénghuá Qū     | 938 785          | 109        | 8 613           |      |
| Área metropolitana |                    |                 |                  |            |                 |      |
| Distrito Longquanyi | 龙泉驿区           | Lóngquányì Qū   | 767 203          | 558        | 1 375           |      |
| Distrito Qingbaijiang | 青白江区           | Qīngbáijiāng Qū | 381 792          | 392        | 974             |      |
| Distrito Xindu | 新都区             | Xīndū Qū        | 775 703          | 481        | 1 613           |      |
| Distrito Wenjiang | 温江区             | Wēnjiāng Qū     | 457 070          | 277        | 1 650           |      |
| Distrito Shuangliu | 双流区             | Shuāngliú Qū    | 1 158 516        | 1 067      | 1 086           |      |
| Distrito Pidu | 郫都区             | Pídū Qū         | 756 047          | 438        | 1 726           |      |
| Ciudades satélite |                    |                 |                  |            |                 |      |
| Ciudad Dujiangyan | 都江堰市           | Dūjiāngyàn Shì  | 657 996          | 1 208      | 545             |      |
| Ciudad Pengzhou | 彭州市             | Péngzhōu Shì    | 762 887          | 1 420      | 537             |      |
| Ciudad Qionglai | 邛崃市             | Qiónglái Shì    | 612 753          | 1 384      | 443             |      |
| Ciudad Chongzhou | 崇州市             | Chóngzhōu Shì   | 661 120          | 1 090      | 607             |      |
| Ciudad Jianyang | 简阳市             | JiǎnYáng Shì    | 1 045 900        | 2 214      | 472             |      |
| Área rural |                    |                 |                  |            |                 |      |
| Condado Jintang | 金堂县             | Jīntáng Xiàn    | 717 225          | 1 156      | 620             |      |
| Condado Dayi | 大邑县             | Dàyì Xiàn       | 502 198          | 1 327      | 378             |      |
| Condado Pujiang | 蒲江县             | Pújiāng Xiàn    | 239 562          | 583        | 411             |      |
| Distrito Xinjin | 新津县             | Xīnjīn Xiàn     | 302 199          | 330        | 916             |      |

Además cuenta con zonas especiales de negocios:
- Nueva área de Tianfu (天府新区).
- Zona de desarrollo económico y tecnológico de Chengdu.
- Zona de desarrollo industrial de Chengdu.
- Parque de software Chengdu Tianfu.
- Zona de franca de Chengdu.

## Clima
Chengdu tiene un monzón de influencia del clima subtropical húmedo y es en gran parte suave y húmeda. Cuenta con cuatro estaciones bien diferenciadas, con abundantes lluvias, veranos sofocantes y crudos inviernos. Su clima favorable contribuye al desarrollo de la agricultura y la ganadería.
Las montañas Qin sirven como escudo de la ciudad frente a los fríos vientos siberianos en el invierno, debido a esto, el corto invierno es más suave que en la parte baja del Yangtzé. Enero con 5,5 °C. La nieve es poco frecuente, pero existen algunos períodos de heladas en invierno. El verano es caluroso y húmedo. De julio a agosto con promedio 25 °C y, en la tarde, a veces se alcanzan los 33 °C. 
La lluvia es frecuente todo el año, pero es mayor en julio y agosto, con menos lluvia en los meses más fríos. Chengdu también tiene uno de los registros más bajos de sol en China (menos días de sol al año que Londres), y la mayoría de los días son nublados, aunque sin lluvia. Esto es especialmente así en los meses de invierno, lo que agrava la mala calidad del aire. La primavera (marzo-abril) tiende a ser más soleada y más cálida que el otoño (octubre-noviembre). Las temperaturas extremas han oscilado entre -5,9 °C y 40 °C.
| Parámetros climáticos promedio de Chengdu (1971-2000)   | Parámetros climáticos promedio de Chengdu (1971-2000) | Parámetros climáticos promedio de Chengdu (1971-2000) | Parámetros climáticos promedio de Chengdu (1971-2000) | Parámetros climáticos promedio de Chengdu (1971-2000) | Parámetros climáticos promedio de Chengdu (1971-2000) | Parámetros climáticos promedio de Chengdu (1971-2000) | Parámetros climáticos promedio de Chengdu (1971-2000) | Parámetros climáticos promedio de Chengdu (1971-2000) | Parámetros climáticos promedio de Chengdu (1971-2000) | Parámetros climáticos promedio de Chengdu (1971-2000) | Parámetros climáticos promedio de Chengdu (1971-2000) | Parámetros climáticos promedio de Chengdu (1971-2000) | Parámetros climáticos promedio de Chengdu (1971-2000) |
| Mes                                                     | Ene.                                                  | Feb.                                                  | Mar.                                                  | Abr.                                                  | May.                                                  | Jun.                                                  | Jul.                                                  | Ago.                                                  | Sep.                                                  | Oct.                                                  | Nov.                                                  | Dic.                                                  | Anual                                                 |
| ------------------------------------------------------- | ----------------------------------------------------- | ----------------------------------------------------- | ----------------------------------------------------- | ----------------------------------------------------- | ----------------------------------------------------- | ----------------------------------------------------- | ----------------------------------------------------- | ----------------------------------------------------- | ----------------------------------------------------- | ----------------------------------------------------- | ----------------------------------------------------- | ----------------------------------------------------- | ----------------------------------------------------- |
| Temp. máx. media (°C)                                   | 9.3                                                   | 11.2                                                  | 15.9                                                  | 21.7                                                  | 26.0                                                  | 28.0                                                  | 29.5                                                  | 29.7                                                  | 25.2                                                  | 20.6                                                  | 15.8                                                  | 10.7                                                  | 20.3                                                  |
| Temp. media (°C)                                        | 5.5                                                   | 7.2                                                   | 11.6                                                  | 16.5                                                  | 21.0                                                  | 23.5                                                  | 25.2                                                  | 24.9                                                  | 21.0                                                  | 16.9                                                  | 11.8                                                  | 7.1                                                   | 16                                                    |
| Temp. mín. media (°C)                                   | 2.8                                                   | 4.7                                                   | 8.2                                                   | 12.9                                                  | 17.2                                                  | 20.5                                                  | 22.0                                                  | 21.7                                                  | 18.6                                                  | 14.6                                                  | 9.5                                                   | 4.5                                                   | 13.1                                                  |
| Precipitación total (mm)                                | 7.9                                                   | 12.1                                                  | 20.5                                                  | 46.6                                                  | 87.1                                                  | 106.8                                                 | 230.5                                                 | 223.7                                                 | 131.8                                                 | 39.4                                                  | 15.9                                                  | 5.2                                                   | 927.5                                                 |
| Días de precipitaciones (≥ 1 mm)                        | 7.0                                                   | 8.5                                                   | 10.9                                                  | 13.0                                                  | 14.7                                                  | 15.2                                                  | 17.6                                                  | 15.8                                                  | 15.6                                                  | 13.1                                                  | 7.7                                                   | 5.2                                                   | 144.3                                                 |
| Horas de sol                                            | 53.3                                                  | 51.4                                                  | 83.1                                                  | 113.9                                                 | 121.7                                                 | 117.2                                                 | 131.9                                                 | 155.0                                                 | 77.6                                                  | 59.4                                                  | 57.2                                                  | 51.6                                                  | 1073.2                                                |
| Humedad relativa (%)                                    | 83                                                    | 81                                                    | 79                                                    | 78                                                    | 76                                                    | 81                                                    | 86                                                    | 85                                                    | 85                                                    | 85                                                    | 83                                                    | 84                                                    | 82.2                                                  |
| Fuente: 中国气象局 国家气象信息中心 17 de marzo de 2009 |                                                       |                                                       |                                                       |                                                       |                                                       |                                                       |                                                       |                                                       |                                                       |                                                       |                                                       |                                                       |                                                       |

## Transporte
La ciudad se conecta entre sí y con sus vecinas por medio de variados medios de transporte:

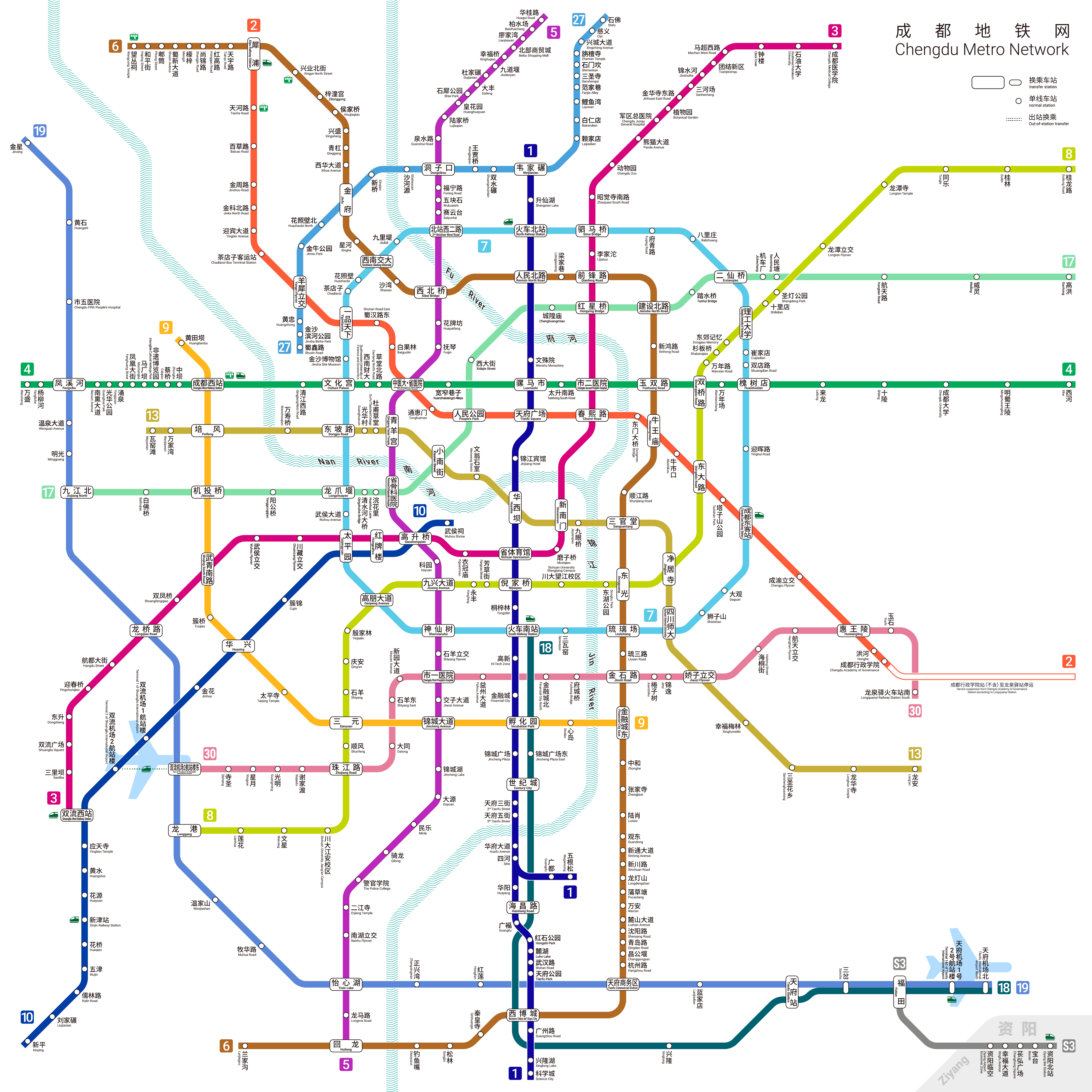
Red de metro de Chengdu

- El Metro de Chengdu (成都地铁) Es el sistema de transporte colectivo de la ciudad que cuenta con dos líneas, la Línea 1, que fue construida entre diciembre de 2005 y 2010 (operaciones de prueba en marzo de 2010 y apertura oficial el 27 de septiembre de 2010) y la línea 2, que inició sus operaciones en septiembre de 2012. Es operado por Chengdu Metro Limited Liability Company el 27 de septiembre de 2010. Tiene conexión con las principales estaciones de ferrocarril de la ciudad, como la estación de Chengdu.

- El Aeropuerto Internacional de Chengdu-Shuangliu (成都双流国际机场) que sirve a Chengdu está ubicado en el condado Shuangliu (双流县) a 16 kilómetros del centro de la ciudad, se edificó durante la segunda guerra sino-japonesa, en 1938.

- El Aeropuerto Internacional de Chengdu-Tianfu (IATA: TFU, OACI: ZUTF)1 es un aeropuerto que atiende a Chengdu, capital de la provincia de Sichuan en China. Se encuentra a aproximadamente 50 km al sureste de la metrópoli. Entró en funcionamiento en junio de 2021 como el segundo aeropuerto de Chengdu, junto con el aeropuerto de Shuangliu.

- La red de autopistas en Chengdu está bien desarrollada, y la ciudad sirve como punto de partida de muchas rutas nacionales, con las principales rutas que van de Sichuan–Shanxi, Sichuan–Tíbet, y Sichuan–Yunnan.

- Transporte fluvial: históricamente, el río de la Seda (también conocido como el río Funan) se ha utilizado para el tráfico de embarcaciones dentro y fuera de Chengdu. Sin embargo, debido al tamaño del mismo río y la profundidad  del cauce reducida a lo largo del tiempo, el río ya no es capaz de llevar cualquier tipo de tráfico de agua. Debido a esta razón, Chengdu no tiene acceso directo al río Yangtzé, o a cualquier otro río más grande. Sin embargo, para garantizar que las mercancías de Chengdu tienen acceso al río de manera eficiente, las ciudades portuarias de Yibin y Luzhou, ambas accesibles desde Chengdu, han iniciado el desarrollo de su infraestructura portuaria a gran escala.

## Osos pandas

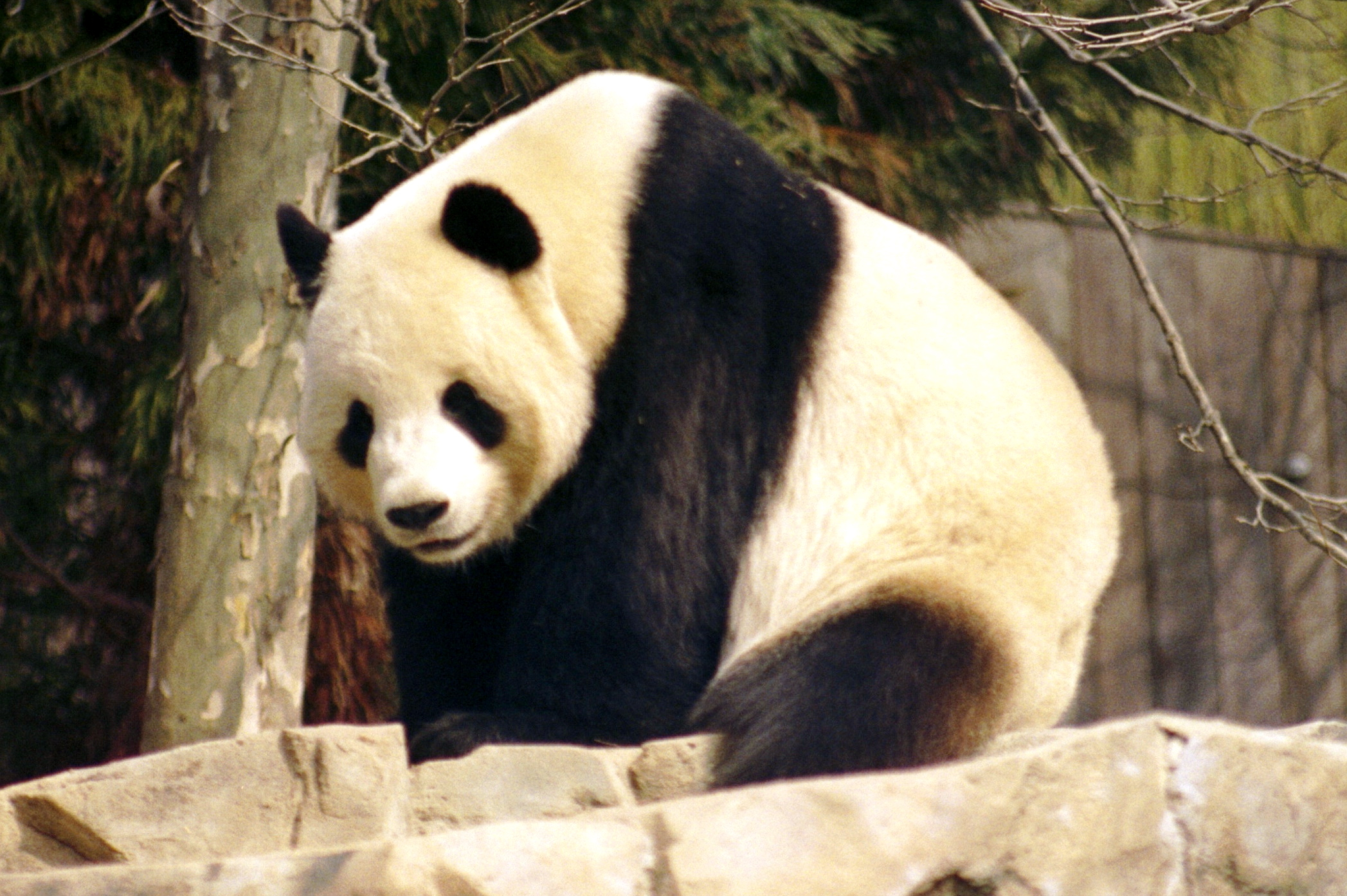
Oso panda gigante

Como Tesoro Nacional de China, el panda gigante es uno de los animales más raros del mundo. El número total se estima en 1500, incluidos los que viven en estado salvaje, el 80 % de los cuales se encuentran en la provincia de Sichuan.
Un centro de cría de pandas gigantes fue fundado en los suburbios al norte de Chengdu. Es el único de su tipo en el mundo que está situado en un área metropolitana. Con el fin de proteger mejor a los pandas gigantes salvajes, Chengdu ha establecido reservas naturales en sus localidades. La Reserva natural nacional Wolong es la más grande de su tipo en el mundo y está a tan solo 130 kilómetros de Chengdu.
El 11 de enero de 2012, seis pandas criados en cautiverio fueron liberadas en un medio ambiente "semi-salvaje" de Chengdu. Los científicos creen que el éxito en el proyecto de reintroducción ayudará a salvar al panda gigante del peligro de extinción. Jugadores de baloncesto de la NBA como Yao Ming y otros activistas asistieron a la ceremonia.

## Puntos de interés
- Templo del marqués de Wu: fue construido en honor de Zhuge Liang, primer ministro del Reino de Shu durante el periodo de los Tres Reinos. El templo original se construyó 400 años antes de la muerte de Liang. Durante la dinastía Ming se añadió un templo para albergar la tumba del que fuera rey de Shu, el emperador Liu Bei. El templo fue reconstruido durante la dinastía Qing. Ocupa un área de 37000 m².
- Monasterio Wenshu: monasterio budista construido durante la dinastía Tang. Es el templo budista mejor conservado de toda la ciudad de Chengdu. Ocupa un área de 5,5 hectáreas y está dedicado al dios Wenshu. El complejo del templo consta de 200 edificios decorados con bajorrelieves y cerca de cuatrocientas estatuas de Buda.
- Cabaña de Du Fu: fue construida por el poeta Du Fu durante su estancia en la ciudad. La cabaña original se destruyó por culpa de un vendaval. A la muerte del poeta, el pueblo construyó una nueva cabaña en honor del artista. Se reconstruyó durante las dinastías Ming y Qing.
- Tumba del general Wang Jian: en ella está enterrado Wang Jian que fue general del ejército durante la dinastía Tang. Posteriormente, se declaró emperador del Reino de Shu.
- Centro para la investigación y la reproducción del Panda gigante: a unos 10 kilómetros del centro de la ciudad, ocupa un área de 600 000 m². Inaugurado en 1993, el centro imita el hábitat natural de los pandas para que los animales se sientan lo más cómodos posible y facilitar así su reproducción. Acoge a 21 pandas gigantes, 20 pandas rojos y otros animales en peligro de extinción.
- New Century Global Centre: edificio multiusos que es, con sus 1 700 000 metros cuadrados, el edificio más grande del mundo por superficie. Contiene tiendas, oficinas, hoteles, salas de conferencias, un complejo universitario, un cine IMAX y una playa artificial. Fue construido entre 2010 y 2013.

| Predecesor: Nápoles | Universiadas 2022 | Sucesor: Rin-Ruhr |